# لئونید اسلوتسکی
لئونید اسلوتسکی (روسی: Леони́д Ви́кторович Слу́цкий؛ زادهٔ ۴ مهٔ ۱۹۷۱) بازیکن سابق و مربی فوتبال اهل روسیه است.
وی سابقه مربی‌گری در زسکا مسکو و تیم ملی فوتبال روسیه را در کارنامه دارد.